# Quanten-Monte-Carlo-Methode

Algorithmus der Quantum-Monte-Carlo-Methode

Bei der Quanten-Monte-Carlo-Methode wird ein Quanten-Vielteilchensystem simuliert, welches zum Beispiel durch ein quantenfeldtheoretisches Modell wie das Hubbard-Modell beschrieben wird.
Die Vorgangsweise ist hierbei analog der Vorgangsweise in Monte-Carlo-Algorithmen zur Beschreibung klassischer Systeme:
1. Ausgangsbedingung[1]
2. Schlage eine Bewegung vor[1]
3. Ermittlung der Wahrscheinlichkeit[1]
4. Metropolis: Akzeptanz/Verwerfung[1]
5. (Wenn akzeptiert:) Aktualisierung der Elektronenposition[1]
6. Berechnen der Energie[1]
7. Sprung zu Punkt 2, bis Abbruchkriterium erfüllt ist
8. Ausgabe des Ergebnisses[1]